# Severny Polious-1
Severny Polious-1 ou SP-1 (en russe : Северный полюс-1, littéralement « Pôle Nord-1 »), est la toute première station dérivante habitée de l'URSS en Arctique. 
Elle a été utilisée pour la recherche scientifique.

## Histoire

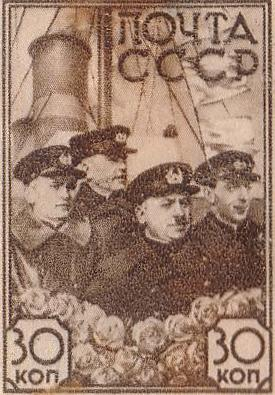
Timbre en l'honneur des quatre explorateurs de la station (1938).

Severny Polious-1 est créée le 21 mai 1937 et officiellement ouverte le 6 juin, à environ 20 km du pôle Nord, par l'expédition Sever-1 dirigée par Otto Schmidt. L'expédition est transportée par avion sous le commandement de Mark Chévéliov.
Severny Polious-1 fonctionne pendant neuf mois, au cours desquels elle parcourt 2 850 km de banquise sous la direction d'Ivan Papanine.
Le 19 février 1938, les brise-glaces soviétiques Taimyr et Mourman récupèrent les quatre explorateurs polaires de la station près de la côte est du Groenland. Ils arrivent à Leningrad le 15 mars à bord du Iermak. 
Les membres de l'expédition, l'hydrobiologiste Piotr Chirchov, le géophysicien Evgueni Fiodorov, l'opérateur radio Ernst Krenkel et le commandant Ivan Papanine reçoivent à leur retour le titre de Héros de l'Union soviétique.